# إس كيه إف
أيه بي أس كيه أف  (إختصار بالإنجليزية: SKF)(بالسويدية: Svenska Kullagerfabriken) هي شركة سويدية لتصنيع المحامل والأختام تأسست في جوتنبرج ، السويد ، في عام 1907. تقوم الشركة بتصنيع وتوريد المحامل والأختام وأنظمة التشحيم والتشحيم ومنتجات الصيانة ومنتجات الميكاترونيك ومنتجات نقل الطاقة وأنظمة مراقبة الحالة والخدمات ذات الصلة على مستوى العالم. 
أس كيه أف هي أكبر شركة مصنعة للمحامل في العالم ،  وتوظف 44000 شخص في 108 وحدات تصنيع. لديها أكبر شبكة توزيع صناعية في الصناعة ، مع 17000 موقع توزيع تشمل 130 دولة.  :4SKF أس كيه أف  هي واحدة من أكبر الشركات في السويد ومن بين أكبر الشركات العامة في العالم.